# Nihoa

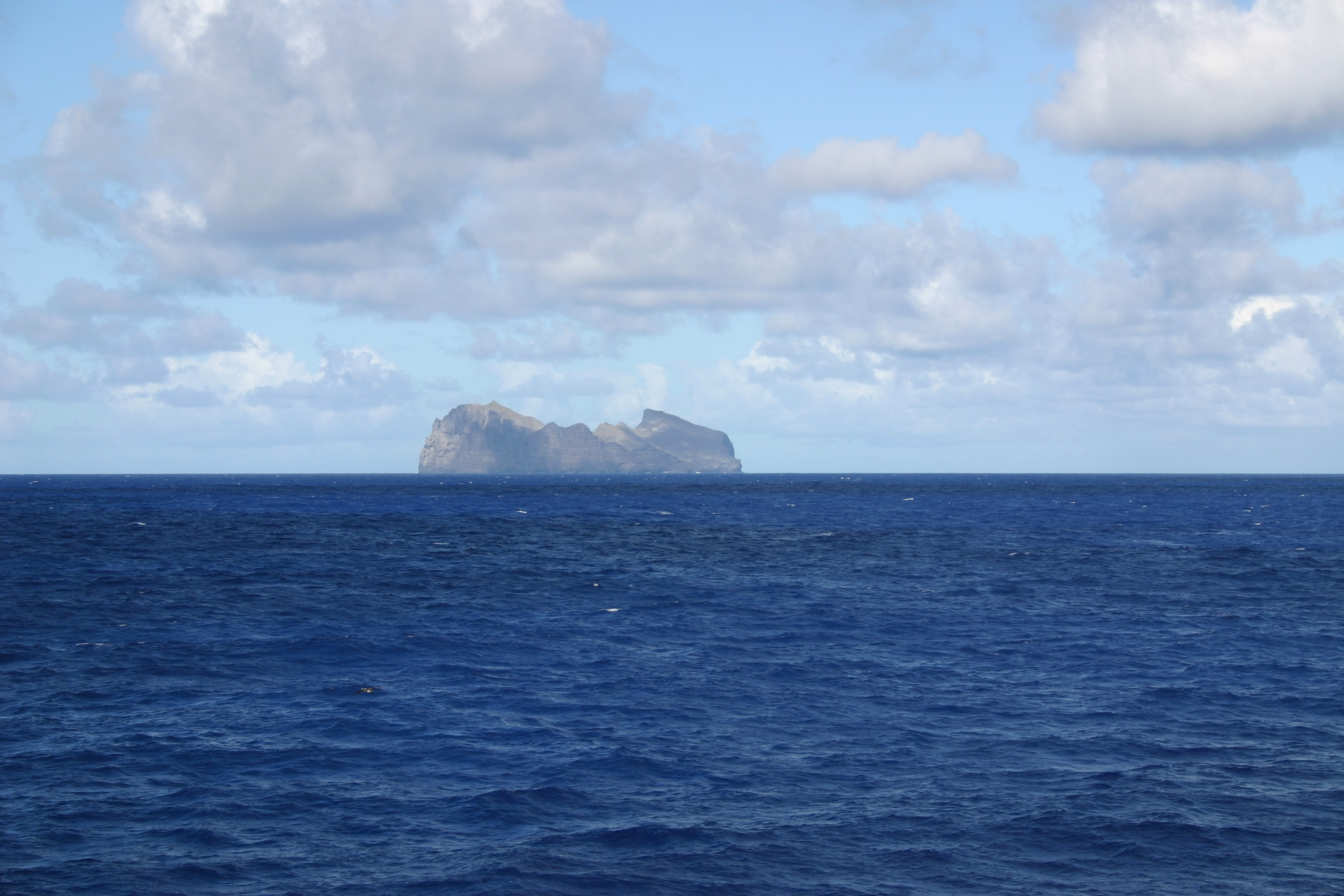
Nihoa desde el mar.

Nihoa (también conocida como Bird Island o Moku Manu) es la más grande de las islas de Sotavento de Hawái. Está situada a 450 km al noroeste de Honolulú.
Nihoa es una isla rocosa rodeada de arrecifes de coral. La superficie total es de 0,7 km². La altitud máxima es de 273 metros en el Miller's Peak, el más alto de las islas de Sotavento. La orografía hace que resulte difícil desembarcar en la isla. El litoral este, norte y oeste está lleno de acantilados y el sur es más suave pero sin protección entre la resaca del océano y las rocas.
Hay dos especies endémicas de aves. Cuando en 1917 se descubrió el pinzón de Nihoa los científicos pensaron que sería la última especie de ave por clasificar y le llamaron telespyza ultima. No fue el caso, pero el nombre se le quedó.
Nihoa fue habitada por los antiguos hawaianos entre los años 1000 y 1500. Las expediciones arqueológicas han identificado 35 casas, 15 refugios, 15 altares y 28 bancales agrícolas. Pero estaba deshabitada cuando fue descubierta, en 1789 con pocas semanas de diferencia, por dos mercantes de pieles de Alaska: los capitanes ingleses James Colnett del Prince of Wales y William Douglas de la Iphigenia Nubiana.
El 1822 la reina Ka'ahumanu visitó Niihau y le explicaron las historias tradicionales sobre una isla denominada Nihoa. Organizó una expedición, visitó la isla y la anexionó al Reino de Hawái.
- Datos: Q843411
- Multimedia: Nihoa / Q843411